# Christmas (Berdien Stenberg)
Christmas è il settimo album della flautista Berdien Stenberg, pubblicato nel 1986.

## Tracce
1. God Rest You Merry, Gentlemen - 4:41
2. Largo from Xerxes - 2:55
3. Hoe Leit Dit Kindeke - De Herdertjes Lagen Bij Nachte - 4:04
4. Hark! The Herald Angels Sing - 2:53
5. Ich steh an deiner Krippen hier - Choral 59 - 4:06
6. Gloria in excelsis Deo - 2:37
7. Kling Klokje Klingelingeling 't Is Geboren Het Godd'lijk Kind - Midden In De Winternacht - 2:29
8. Largo From Manfredini's Christmas Concerto - Maria Durch Ein Dornwald Ging - 5:28
9. Deck the Halls with Boughs of Holly - 2:45
10. O Jesulein Süss - 2:33
11. Jingle Bells - 2:21
12. Stille Nacht - 2:58